# Сарсенбайулы, Алтынбек
Алтынбе́к Сарсенба́йулы (каз. Алтынбек Сәрсенбайұлы), имя при рождении Алтынбе́к Сарсенба́евич Сарсенба́ев (каз. Алтынбек Сәрсенбайұлы Сәрсенбаев) (12 сентября 1962, село Кайнар, Райымбе́кский райо́н  (Нарынкольский район), Алматинская область, Казахская ССР — 13 февраля 2006, Талгарский район, Алматинская область, Казахстан) — политический и государственный деятель Казахстана.

## Биография
Происходит из рода албан Старшего жуза.
- В 1982 году окончил факультет журналистики Казахского государственного университета имени С. М. Кирова[2].
- В 1985 году — факультет журналистики Московского государственного университета имени М. Ломоносова, журналист[2].
- 1985—1987: редактор, старший редактор КазТАГа[2].
- 1987—1989: редактор, ответственный секретарь журнала «Арай — Заря»[2].
- 1989—1992: редактор газеты «Оркен — Горизонт»[2]
- С марта 1992 года занимал должность заведующего отделом культуры и межнациональных отношений аппарата президента и кабинета министров РК[2].
- С августа 1992 года — заведующий отделом внутренней политики аппарата президента и кабинета министров РК[2].
- С января 1993 года — министр печати и массовой информации РК[3][2].
- С октября 1995 года — председатель Национального агентства по делам печати и массовой информации РК[2].
- С октября 1997 года — министр информации и общественного согласия РК[2].
- С января 1999 года — министр культуры, информации и общественного согласия РК[2].
- С мая 2001 года — секретарь Совета безопасности РК[3][2].
- С 2002 года до ноября 2003 года — Чрезвычайный и полномочный посол Республики Казахстан в Российской Федерации[3][2].
- С декабря 2003 года — сопредседатель Демократической партии «Ак жол»[3][2].
- В июле 2004 вторично назначен министром информации Казахстана[2].
- В сентябре 2004 обвинил правительство в подтасовке парламентских выборов и подал в отставку[2][3].
- После раскола «Ак жола» — организатор и сопредседатель незарегистрированной партии «Настоящий Ак жол»[2].

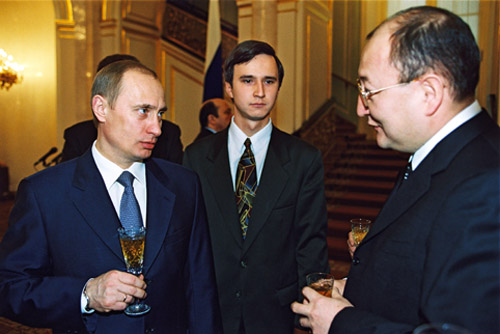
18 марта 2002 года с В. В. Путиным после вручения верительных грамот.

## Смерть
13 февраля 2006 года в 11 часов 40 минут в Талгарском районе Алматинской области между посёлком «Коктобе» и посёлком «12 бригада» на обочине проселочной дороги обнаружены с огнестрельными пулевыми ранениями трупы Сарсенбайулы Алтынбека, его водителя (Василий Журавлёв) и охранника (Бауыржа́н Байбосы́н).
Соратники погибшего назвали убийство политическим и высказались, что ответственность за него несут действующие власти.
Отдельные лица обвиняли в убийстве оперативников спецподразделения «Арыстан» при Комитете национальной безопасности Республики Казахстан, требуя распустить отряд.
В 20-х числах февраля в отставку подали руководители Комитета национальной безопасности Казахстана — председатель КНБ Нартай Дутбаев и два его заместителя — Владимир Божко и Козы-Корпеш Карбусов, а также командир отряда «Арыстан» Сейтжан Койбаков. Все эти отставки были вызваны обвинениями сотрудников КНБ в убийстве Сарсынбаева: об их причастности сообщали некоторые казахстанские информационные агентства. 
25 февраля появились сообщения об аресте руководителя аппарата сената Казахстана Ержана Утембаева. Оппозиционное движение «За справедливый Казахстан», создавшее независимую комиссию по контролю за ходом следствия, потребовало также отставки председателя сената — Нуртая Абыкаева. 
2 марта Ержан Утембаев признался в совершении убийства Алтынбека Сарсенбаева. В то же время президент Казахстана Нурсултан Назарбаев встал на защиту Нуртая Абыкаева, опровергнув его причастность к преступлению. 
Ержан Утембаев как главный заказчик тройного убийства, получил по приговору суда 20 лет лишения свободы. Исполнитель убийства Рустам Ибрагимов был приговорен к высшей мере наказания, которую заменили в 2014 году пожизненным лишением свободы в связи с бессрочным мораторием на исполнение смертных казней. 
В 2012 году Ибрагимов обратился в Верховный суд Казахстана с заявлением, в котором он впервые признался в совершении убийства, а также сообщил, что истинным заказчиком Сарсенбаева был не Ержан Утембаев, а Рахат Алиев и Альнур Мусаев. 
По словам заместителя генерального прокурора Казахстана Андрея Кравченко, в 2006 году Ибрагимов после завершения полиграфологического исследования и интервью с агентами ФБР США сообщил, что истинным заказчиком убийства является Алиев, однако Ибрагимов отказался от дачи официальных показаний правоохранительным органам и просил не разглашать эту информацию из-за угроз безопасности своей семье со стороны Алиева и Мусаева. Также Кравченко отметил, что ФБР США подтвердило эту информацию с предоставлением соответствующих документов. 
В ходе нового расследования Ибрагимов дал показания, что Ержан Утембаев в силу личных неприязненных отношений действительно просил избить Алтынбека Сарсенбайулы. Об этом стало известно Рахату Алиеву, который совместно с Альнуром Мусаевым решили воспользоваться ситуацией и под видом исполнения заказа Ержана Утембаева поручили Ибрагимову осуществить убийство Алтынбека Сарсенбайулы. Эту версию подтвердили новые вещественные доказательства и свидетельские показания. Также показания Рустама Ибрагимова и ряда ключевых свидетелей были проверены на предмет достоверности и подтверждены приглашенными специалистами – полиграфологами ФБР США. 
В 2014 году Утембаев был освобожден из тюрьмы. Родственники Сарсенбаева были не согласны с освобождением Утембаева, поскольку считали, что властям не удалось доказать его невиновность и в то же время виновность других подозреваемых.